# Скала Рахониу
Скала Рахониу (грч. Σκάλα Ραχωνίου) је приморско насељено место на острву  Тасос у периферији Источна Македонија и Тракија, Грчка. Према попису из 2021. године било је 219 становника.
Насеље је било пристаниште села Рахони и први пут се помиње на попису из 1928. године са 152 становника. Наредних година је било део села Рахони, да би од 1961. године поново било посебно насеље. Становништво је углавном пореклом из Рахонија.